# Fundación benéfica de Leona M. y Harry B. Helmsley
La Fundación benéfica de Leona M. y Harry B. Helmsley es una fundación establecida en 1999 y administrado por cuatro Síndicos seleccionado por Leona Helmsley. El
fideicomiso apoya una gama amplia de organizaciones con un foco importante en salud e investigación médica, además de conservación, educación, servicios sociales, y acceso cultural. Al 2015 tenía una dotación de 5,54 millardos de dólares.